# Lista de vereadores de Paraguaçu Paulista
Esta é a lista de vereadores de Paraguaçu Paulista, município brasileiro do estado de São Paulo.
A Câmara Municipal de Paraguaçu Paulista é formada, atualmente, por 13 representantes, diferentemente do que em anos anteriores que era de 9 cadeiras desde a eleição de 2004, quando as cidades passaram a ter um número de vereadores equivalente à sua população. O prédio da Câmara chama-se Palácio Legislativo Água Grande.

## 18ª Legislatura (2021–2024)
Estes são os vereadores eleitos nas eleições de 15 de novembro de 2020, pelo período de 1° de janeiro de 2021 a 31 de dezembro de 2024:
| Mesa Diretora (2021-2022)                |                       |                        |                           |
| Nome                                     | Início do mandato     | Fim do mandato         | Cargo                     |
| José Roberto Baptista Júnior (AVANTE)    | 1º de janeiro de 2021 | 31 de dezembro de 2022 | Presidente da Câmara      |
| Marcelo Gregório (PATRI)                 | 1º de janeiro de 2021 | 31 de dezembro de 2022 | Vice-presidente da Câmara |
| Vanes Aparecida Pereira da Costa (PODE)  | 1º de janeiro de 2021 | 31 de dezembro de 2022 | 1ª Secretária             |
| Graciane da Costa Oliveira Cruz (AVANTE) | 1º de janeiro de 2021 | 31 de dezembro de 2022 | 2ª Secretária             |

|    | Nome                                                                                              | Partido                                        | Votos | %    | Observações |
| -- | ------------------------------------------------------------------------------------------------- | ---------------------------------------------- | ----- | ---- | ----------- |
| 1  | José Roberto Baptista Júnior, Júnior Baptista (2021-2022) (Paraguaçu Paulista, 11.08.1980–)       | AVANTE                                         | 921   | 4,33 | 2º mandato  |
| 2  | Fábio Fernando Siqueira dos Santos (Vitória de Santo Antão, 02.01.1979–)                          | Partido Liberal (PL)                           | 701   | 3,30 | 1º mandato  |
| 3  | Ricardo Rio Menezes Villarino (Paraguaçu Paulista, 12.08.1982–)                                   | Partido Liberal (PL)                           | 641   | 3,02 | 1º mandato  |
| 4  | Clemente da Silva Lima Júnior, Juninho do Peg Pag Lima (Paraguaçu Paulista, 15.09.1975–)          | Partido Verde (PV)                             | 486   | 2,29 | 1º mandato  |
| 5  | Daniel Rodrigues Faustino (Paraguaçu Paulista, 26.03.1998–)                                       | AVANTE                                         | 427   | 2,01 | 1º mandato  |
| 6  | Marcelo Gregório (Paraguaçu Paulista, 27.10.1997–)                                                | Patriota (PATRI)                               | 397   | 1,87 | 1º mandato  |
| 7  | Derly Antônio da Silva, Professor Derly (Paraguaçu Paulista, 07.04.1972–)                         | Republicanos                                   | 345   | 1,62 | 1º mandato  |
| 8  | Vanes Aparecida Pereira da Costa, Vanes Generoso (Paraguaçu Paulista, 03.06.1982–)                | Podemos (PODE)                                 | 330   | 1,55 | 1º mandato  |
| 9  | Graciane da Costa Oliveira Cruz, Graciane de Madureira (Carapicuíba, 10.09.1982–)                 | AVANTE                                         | 321   | 1,51 | 1º mandato  |
| 10 | Vilma Lucilene Bertho Álvares (Borá, 05.05.1963–)                                                 | Partido Verde (PV)                             | 320   | 1,51 | 2º mandato  |
| 11 | Paulo Roberto Pereira, Paulo Japonês (Paraguaçu Paulista, 24.02.1967–)                            | Partido Social Democrático (PSD)               | 278   | 1,31 | 4º mandato  |
| 12 | Delmira de Moraes Jerônimo, Professora Delmira (Paraguaçu Paulista, 25.08.1969–)                  | Partido da Social Democracia Brasileira (PSDB) | 261   | 1,23 | 2º mandato  |
| 13 | Rodrigo Almeida Domiciano de Andrade, Professor Rodrigo Andrade (Paraguaçu Paulista, 11.09.1985–) | Partido Republicano da Ordem Social (PROS)     | 185   | 0,87 | 1º mandato  |

## 17ª Legislatura (2017–2020)
Estes são os vereadores eleitos nas eleições de 2 de outubro de 2016, pelo período de 1° de janeiro de 2017 a 31 de dezembro de 2020:
| Mesa Diretora (2019-2020)       |                       |                        |                           |
| Nome                            | Início do mandato     | Fim do mandato         | Cargo                     |
| Sérgio Donizete Ferreira        | 1º de janeiro de 2019 | 31 de dezembro de 2020 | Presidente da Câmara      |
| Reinaldo Moraes dos Santos      | 1º de janeiro de 2019 | 31 de dezembro de 2020 | Vice-presidente da Câmara |
| Neide Aparecida Teodoro de Lima | 1º de janeiro de 2019 | 31 de dezembro de 2020 | 1ª Secretária             |
| Luciana Moraes dos Santos       | 1º de janeiro de 2019 | 31 de dezembro de 2020 | 2ª Secretária             |

| Mesa Diretora (2017-2018)       |                       |                        |                           |
| Nome                            | Início do mandato     | Fim do mandato         | Cargo                     |
| Ian Francisco Zanirato Salomão  | 1º de janeiro de 2017 | 31 de dezembro de 2018 | Presidente da Câmara      |
| Ricardo Ibraim Valarelli        | 1º de janeiro de 2017 | 31 de dezembro de 2018 | Vice-presidente da Câmara |
| Neide Aparecida Teodoro de Lima | 1º de janeiro de 2017 | 31 de dezembro de 2018 | 1ª Secretária             |
| Márcio José Barbosa             | 1º de janeiro de 2017 | 31 de dezembro de 2018 | 2º Secretário             |

|    | Nome                                                                              | Partido                                        | Votos | %    | Observações |
| -- | --------------------------------------------------------------------------------- | ---------------------------------------------- | ----- | ---- | ----------- |
| 1  | Dr. Ricardo Ibraim Valarelli (Votorantim, 11.02.1963–)                            | Partido Republicano da Ordem Social (PROS)     | 829   | 3,58 | 1º mandato  |
| 2  | Ian Francisco Zanirato Salomão (Assis, 15.07.1982–)                               | Partido Republicano Brasileiro (PRB)           | 708   | 3,06 | 1º mandato  |
| 3  | Cícero Ribeiro da Silva, Policial (Iepê, 28.02.1969–)                             | Partido Republicano da Ordem Social (PROS)     | 673   | 2,91 | 1º mandato  |
| 4  | José Roberto Baptista Júnior, Baptista Advogado (Paraguaçu Paulista, 11.08.1980–) | Partido Trabalhista Brasileiro (PTB)           | 551   | 2,38 | 1º mandato  |
| 5  | Mário César Garms Thimóteo, Marinho Thimóteo (Marília, 30.04.1981–)               | Partido da Social Democracia Brasileira (PSDB) | 550   | 2,37 | 1º mandato  |
| 6  | Vitor Bini Teodoro (Paraguaçu Paulista, 26.10.1991–)                              | Partido Republicano da Ordem Social (PROS)     | 469   | 2,03 | 1º mandato  |
| 7  | Márcio José Barbosa, da São José (Paraguaçu Paulista, 07.09.1978–)                | Partido Verde (PV)                             | 466   | 2,01 | 1º mandato  |
| 8  | Sérgio Donizete Ferreira, Serginho (Porecatu, 16.01.1966–)                        | Partido Trabalhista Brasileiro (PTB)           | 463   | 2,00 | 2º mandato  |
| 9  | Neide Aparecida Teodoro de Lima (Paraguaçu Paulista, 11.08.1961–)                 | Partido da Social Democracia Brasileira (PSDB) | 420   | 1,81 | 1º mandato  |
| 10 | Luciana Moraes dos Santos, da Adepta (Porecatu, 05.10.1983–)                      | Democratas (DEM)                               | 385   | 1,66 | 1º mandato  |
| 11 | Josimar Rodrigues (Paraguaçu Paulista, 23.04.1981–)                               | Partido Social Cristão (PSC)                   | 328   | 1,42 | 1º mandato  |
| 12 | Paulo Roberto Pereira, Paulo Japonês (Paraguaçu Paulista, 24.02.1967–)            | Partido Social Democrático (PSD)               | 327   | 1,41 | 3º mandato  |
| 13 | Reinaldo Moraes dos Santos, Paraná do Sindicato (Assis, 17.08.1969–)              | Partido dos Trabalhadores (PT)                 | 294   | 1,27 | 1º mandato  |

## 16ª Legislatura (2013–2016)
Estes são os vereadores eleitos nas eleições de 7 de outubro de 2012, pelo período de 1° de janeiro de 2013 a 31 de dezembro de 2016:
| Mesa Diretora (2015-2016)         |                       |                        |                           |
| Nome                              | Início do mandato     | Fim do mandato         | Cargo                     |
| Miguel Canizares Júnior           | 1º de janeiro de 2015 | 31 de dezembro de 2016 | Presidente da Câmara      |
| Antonio Takashi Sasada, Antian    | 1º de janeiro de 2015 | 31 de dezembro de 2016 | Vice-presidente da Câmara |
| Elaine Cristina Ferreira Alphonse | 1º de janeiro de 2015 | 31 de dezembro de 2016 | 1ª Secretária             |
| Kátia Euzébio de Oliveira         | 1º de janeiro de 2015 | 31 de dezembro de 2016 | 2ª Secretária             |

| Mesa Diretora (2013-2014)         |                       |                        |                           |
| Nome                              | Início do mandato     | Fim do mandato         | Cargo                     |
| Miguel Canizares Júnior           | 1º de janeiro de 2013 | 31 de dezembro de 2014 | Presidente da Câmara      |
| Onório Francisco Anhesim          | 1º de janeiro de 2013 | 31 de dezembro de 2014 | Vice-presidente da Câmara |
| Elaine Cristina Ferreira Alphonse | 1º de janeiro de 2013 | 31 de dezembro de 2014 | 1ª Secretária             |
| Delmira de Moraes Jerônimo        | 1º de janeiro de 2013 | 31 de dezembro de 2014 | 2ª Secretária             |

|    | Nome                                                                                   | Partido                                        | Votos | %    | Observações |
| -- | -------------------------------------------------------------------------------------- | ---------------------------------------------- | ----- | ---- | ----------- |
| 1  | Antonio Takashi Sasada, Antian (Paraguaçu Paulista, 13.06.1968–)                       | Partido Social Democrático (PSD)               | 960   | 4,14 | 1º mandato  |
| 2  | Onório Franscisco Anhesim (Paraguaçu Paulista, 27.08.1945–)                            | Partido da Social Democracia Brasileira (PSDB) | 670   | 2,89 | 1º mandato  |
| 3  | Miguel Canizares Júnior (2013-2016) (Martinópolis, 01.06.1941–)                        | Partido Progressista (PP)                      | 668   | 2,88 | 4º mandato  |
| 4  | Reinaldo César Christiano (Paraguaçu Paulista, 14.10.1969–)                            | Partido Social Democrático (PSD)               | 637   | 2,75 | 1º mandato  |
| 5  | Nilson Carlos Itelvino, da Prefeitura (Paraguaçu Paulista, 15.05.1962–)                | Partido da Social Democracia Brasileira (PSDB) | 631   | 2,72 | 3º mandato  |
| 6  | Elaine Cristina Ferreira Alphonse, Assistente Social (Paraguaçu Paulista, 19.07.1981–) | Partido da Social Democracia Brasileira (PSDB) | 610   | 2,63 | 1º mandato  |
| 7  | Delmira de Moraes Jerônimo, Professora Delmira (Paraguaçu Paulista, 25.08.1969–)       | Partido Progressista (PP)                      | 503   | 2,17 | 1º mandato  |
| 8  | Paulo Roberto Pereira, Paulo Japonês (Paraguaçu Paulista, 24.02.1967–)                 | Partido dos Trabalhadores (PT)                 | 477   | 2,06 | 2º mandato  |
| 9  | César Kikei Kakinohana (Paraguaçu Paulista, 10.05.1960–)                               | Partido Trabalhista Brasileiro (PTB)           | 459   | 1,98 | 1º mandato  |
| 10 | Ian Francisco Zanirato Salomão (Assis, 15.09.1982–)                                    | Partido Republicano Brasileiro (PRB)           | 405   | 1,75 | 1º mandato  |
| 11 | Katia Euzébio de Oliveira, do Jornal (São Paulo, 03.04.1972–)                          | Partido dos Trabalhadores (PT)                 | 388   | 1,67 | 1º mandato  |
| 12 | Sérgio Donizete Ferreira, Serginho da Delegacia (Porecatu, 16.01.1966–)                | Partido Trabalhista Brasileiro (PTB)           | 385   | 1,66 | 1º mandato  |
| 13 | Vilma Lucilene Bertho Álvares (Borá, 05.05.1963–)                                      | Partido Trabalhista Brasileiro (PTB)           | 343   | 1,48 | 1º mandato  |

## 15ª Legislatura (2009–2012)
Estes são os vereadores eleitos nas eleições de 5 de outubro de 2008, pelo período de 1° de janeiro de 2009 a 31 de dezembro de 2012:
| Mesa Diretora (2011-2012)    |                       |                        |                           |
| Nome                         | Início do mandato     | Fim do mandato         | Cargo                     |
| Fernando Rodrigo Garms       | 1º de janeiro de 2011 | 31 de dezembro de 2012 | Presidente da Câmara      |
| João Rio Zampronio Villarino | 1º de janeiro de 2011 | 31 de dezembro de 2012 | Vice-presidente da Câmara |
| Edivaldo Vieira da Rocha     | 1º de janeiro de 2011 | 31 de dezembro de 2012 | 1º Secretário             |
| Paulo Roberto Pereira        | 1º de janeiro de 2011 | 31 de dezembro de 2012 | 2º Secretário             |

| Mesa Diretora (2009-2010)    |                       |                        |                           |
| Nome                         | Início do mandato     | Fim do mandato         | Cargo                     |
| Almira Ribas Garms           | 1º de janeiro de 2009 | 31 de dezembro de 2010 | Presidente da Câmara      |
| João Rio Zampronio Villarino | 1º de janeiro de 2009 | 31 de dezembro de 2010 | Vice-presidente da Câmara |
| Miguel Canizares Júnior      | 1º de janeiro de 2009 | 31 de dezembro de 2010 | 1º Secretário             |
| Paulo Roberto Pereira        | 1º de janeiro de 2009 | 31 de dezembro de 2010 | 2º Secretário             |

|   | Nome                                                                     | Partido                                            | Votos | %    | Observações |
| - | ------------------------------------------------------------------------ | -------------------------------------------------- | ----- | ---- | ----------- |
| 1 | Almira Ribas Garms (Assis, 24.06.1942–)                                  | Partido da Social Democracia Brasileira (PSDB)     | 1.079 | 4,62 | 4º mandato  |
| 2 | Fernando Rodrigo Garms (Marília, 04.08.1981–)                            | Democratas (DEM)                                   | 1.024 | 4,38 | 1º mandato  |
| 3 | Miguel Canizares Júnior (Martinópolis, 01.06.1941–)                      | Partido Progressista (PP)                          | 745   | 3,19 | 3º mandato  |
| 4 | Nilson Carlos Itelvino, da Barra Funda (Paraguaçu Paulista, 15.05.1962–) | Partido da Social Democracia Brasileira (PSDB)     | 717   | 3,07 | 2º mandato  |
| 5 | Rafael de Castro (São Paulo, 20.06.1934–)                                | Partido da Social Democracia Brasileira (PSDB)     | 712   | 3,05 | 2º mandato  |
| 6 | Mauro Goldin, Branco (Arapongas, 27.03.1960–)                            | Partido da Social Democracia Brasileira (PSDB)     | 686   | 2,94 | 1º mandato  |
| 7 | Paulo Roberto Pereira, Paulo Japonês (Paraguaçu Paulista, 24.02.1967–)   | Partido dos Trabalhadores (PT)                     | 549   | 2,35 | 1º mandato  |
| 8 | Edivaldo Vieira da Rocha, Edvaldo do Lar (Oscar Bressane, 15.09.1963–)   | Partido dos Trabalhadores (PT)                     | 536   | 2,29 | 1º mandato  |
| — | Roberto Gomes Ferreira (Rancharia, 24.08.1961–)                          | Partido dos Trabalhadores (PT)                     | 519   | 2,22 | 1º mandato  |
| 9 | João Rio Zampronio Villarino (Paraguaçu Paulista, 28.05.1951–)           | Partido do Movimento Democrático Brasileiro (PMDB) | 499   | 2,14 | 4º mandato  |

## 14ª Legislatura (2005–2008)
Estes são os vereadores eleitos nas eleições de 3 de outubro de 2004, pelo período de 1° de janeiro de 2005 a 31 de dezembro de 2008:
| Mesa Diretora (2007-2008)            |                       |                        |                           |
| Nome                                 | Início do mandato     | Fim do mandato         | Cargo                     |
| Márcia Regina Ale Deperon            | 1º de janeiro de 2007 | 31 de dezembro de 2008 | Presidente da Câmara      |
| Rafael Gustavo Cardoso Ferreira      | 1º de janeiro de 2007 | 31 de dezembro de 2008 | Vice-presidente da Câmara |
| Carolina Custódio Pereira dos Santos | 1º de janeiro de 2007 | 31 de dezembro de 2008 | 1ª Secretária             |
| Márcio Anhesim                       | 1º de janeiro de 2007 | 31 de dezembro de 2008 | 2º Secretário             |

|   | Nome                                                                    | Partido                                        | Votos | %    | Observações |
| - | ----------------------------------------------------------------------- | ---------------------------------------------- | ----- | ---- | ----------- |
| 1 | Almira Ribas Garms (2005-2006) (Assis, 24.06.1942–)                     | Partido da Social Democracia Brasileira (PSDB) | 1.046 | 4,62 | 3º mandato  |
| 2 | João Rio Zampronio Villarino (Paraguaçu Paulista, 28.05.1951–)          | Partido Popular Socialista (PPS)               | 712   | 3,15 | 3º mandato  |
| 3 | Valmir Tomazinho, Walmir Cabeleireiro (Paraguaçu Paulista, 06.06.1971–) | Partido da Social Democracia Brasileira (PSDB) | 649   | 2,87 | 1º mandato  |
| 4 | Carolina Custódio Pereira dos Santos, Carol (Osasco, 11.12.1978–)       | Partido da Social Democracia Brasileira (PSDB) | 640   | 2,83 | 1º mandato  |
| 5 | Siney Antonio Salomão (Regente Feijó, 28.06.1953–)                      | Partido Popular Socialista (PPS)               | 628   | 2,78 | 3º mandato  |
| 6 | Márcia Regina Ale Deperon (2007-2008) (Paraguaçu Paulista, 15.06.1957–) | Partido da Social Democracia Brasileira (PSDB) | 615   | 2,72 | 1º mandato  |
| 7 | Sandra Maria Bonan Renófio, Professora Sandra (São Paulo, 02.10.1953–)  | Partido Popular Socialista (PPS)               | 605   | 2,67 | 1º mandato  |
| 8 | Rafael Gustavo Cardoso Ferreira (Assis, 06.12.1983–)                    | Partido Trabalhista Nacional (PTN)             | 577   | 2,55 | 1º mandato  |
| 9 | Márcio Anhesim (Paraguaçu Paulista, 12.11.1971–)                        | Partido da Frente Liberal (PFL)                | 375   | 1,66 | 1º mandato  |

## 13ª Legislatura (2001–2004)
Estes são os vereadores eleitos nas eleições de 1º de outubro de 2000, pelo período de 1° de janeiro de 2001 a 31 de dezembro de 2004:
| Mesa Diretora (2003-2004)    |                       |                        |                           |
| Nome                         | Início do mandato     | Fim do mandato         | Cargo                     |
| Siney Antonio Salomão        | 1º de janeiro de 2003 | 31 de dezembro de 2004 | Presidente da Câmara      |
| João Rio Zampronio Villarino | 1º de janeiro de 2003 | 31 de dezembro de 2004 | Vice-presidente da Câmara |
| Oswaldo Massuo Marubayashi   | 1º de janeiro de 2003 | 31 de dezembro de 2004 | 1º Secretário             |
| Miguel Canizares Júnior      | 1º de janeiro de 2003 | 31 de dezembro de 2004 | 2º Secretário             |

|    | Nome                                                           | Partido                                            | Votos | %    | Observações |
| -- | -------------------------------------------------------------- | -------------------------------------------------- | ----- | ---- | ----------- |
| 1  | Almira Ribas Garms (Assis, 24.06.1942–)                        | Partido da Social Democracia Brasileira (PSDB)     | 795   | 3,83 | 1º mandato  |
| 2  | Siney Antonio Salomão (2003-2004) (Regente Feijó, 28.06.1953–) | Partido do Movimento Democrático Brasileiro (PMDB) | 673   | 3,24 | 1º mandato  |
| 3  | Miguel Canizares Júnior (Martinópolis, 01.06.1941–)            | Partido Progressista Brasileiro (PPB)              | 642   | 3,09 | 1º mandato  |
| 4  | Denis Maurílio Maricato (2001-2002) (Oriente, 08.01.1945–)     | Partido Liberal (PL)                               | 637   | 3,07 | 1º mandato  |
| 5  | Edilson Alves de Oliveira (Alvorada do Sul, 06.05.1963–)       | Partido da Social Democracia Brasileira (PSDB)     | 581   | 2,80 | 2º mandato  |
| 6  | Mário Roberto Plazza (São João do Pau-d'Alho, 15.04.1961–)     | Partido do Movimento Democrático Brasileiro (PMDB) | 549   | 2,64 | 1º mandato  |
| 7  | João Rio Zampronio Villarino (Paraguaçu Paulista, 28.05.1951–) | Partido Progressista Brasileiro (PPB)              | 513   | 2,47 | 1º mandato  |
| 8  | Oswaldo Massuo Marubayashi (Paraguaçu Paulista, 17.03.1947–)   | Partido do Movimento Democrático Brasileiro (PMDB) | 455   | 2,19 | 1º mandato  |
| 9  | Valdir Marcelo da Silveira (Paraguaçu Paulista, 16.01.1964–)   | Partido dos Trabalhadores (PT)                     | 439   | 2,11 | 1º mandato  |
| 10 | Gilberto Pereira (Salvador, 31.03.1959–)                       | Partido dos Trabalhadores (PT)                     | 427   | 2,06 | 1º mandato  |
| 11 | Sílvio dos Reis (Rancharia, 10.04.1956–)                       | Partido do Movimento Democrático Brasileiro (PMDB) | 402   | 1,94 | 1º mandato  |
| 12 | Lourdes Pires de Camargo Figueira (Indaiatuba, 10.04.1956–)    | Partido do Movimento Democrático Brasileiro (PMDB) | 399   | 1,92 | 1º mandato  |
| 13 | Noel Bernardo Barbosa (Paraguaçu Paulista, 23.04.1938–)        | Partido Progressista Brasileiro (PPB)              | 397   | 1,91 | 2º mandato  |
| 14 | Ivan Martins Azoia (Paraguaçu Paulista, 23.03.1979–)           | Partido do Movimento Democrático Brasileiro (PMDB) | 396   | 1,91 | 1º mandato  |
| 15 | Nilson Carlos Itelvino (Paraguaçu Paulista, 15.05.1962–)       | Partido da Social Democracia Brasileira (PSDB)     | 395   | 1,90 | 1º mandato  |

## 12ª Legislatura (1997–2000)
Estes são os vereadores eleitos nas eleições de 3 de outubro de 1996, pelo período de 1° de janeiro de 1997 a 31 de dezembro de 2000:
| Mesa Diretora (1997-1998)    |                       |                        |                           |
| Nome                         | Início do mandato     | Fim do mandato         | Cargo                     |
| Miguel Canizares Júnior      | 1º de janeiro de 1997 | 31 de dezembro de 1998 | Presidente da Câmara      |
| João Rio Zampronio Villarino | 1º de janeiro de 1997 | 31 de dezembro de 1998 | Vice-presidente da Câmara |
| Agenor de Souza Andrade      | 1º de janeiro de 1997 | 31 de dezembro de 1998 | 1º Secretário             |
| José Mansano Rodrigues       | 1º de janeiro de 1997 | 31 de dezembro de 1998 | 2º Secretário             |

|    | Nome                                                                 | Partido                                            | Votos | %    | Observações |
| -- | -------------------------------------------------------------------- | -------------------------------------------------- | ----- | ---- | ----------- |
| 1  | Almira Ribas Garms (Assis, 24.06.1942–)                              | Partido da Frente Liberal (PFL)                    | 1.279 | 7,92 | 1º mandato  |
| 2  | Miguel Canizares Júnior (1997-1998) (Martinópolis, 01.06.1941–)      | Partido Progressista Brasileiro (PPB)              | 870   | 5,39 | 1º mandato  |
| 3  | Edilson Alves de Oliveira (1999-2000) (Alvorada do Sul, 06.05.1963–) | Partido da Frente Liberal (PFL)                    | 647   | 4,01 | 1º mandato  |
| 4  | Domingos Inês dos Santos (Paraguaçu Paulista, 06.05.1946–)           | Partido da Frente Liberal (PFL)                    | 634   | 3,93 | 1º mandato  |
| 5  | Siney Antonio Salomão (Regente Feijó, 28.06.1953–)                   | Partido do Movimento Democrático Brasileiro (PMDB) | 618   | 3,83 | 1º mandato  |
| 6  | Rafael de Castro (São Paulo, 20.06.1934–)                            | Partido do Movimento Democrático Brasileiro (PMDB) | 540   | 3,34 | 1º mandato  |
| 7  | Quitéria Braz da Silva Santos (Altinho, 24.02.1947–)                 | Partido da Social Democracia Brasileira (PSDB)     | 472   | 2,92 | 1º mandato  |
| 8  | Noel Bernardo Barbosa (Paraguaçu Paulista, 23.04.1938–)              | Partido Progressista Brasileiro (PPB)              | 454   | 2,81 | 1º mandato  |
| 9  | João Rio Zampronio Villarino (Paraguaçu Paulista, 28.05.1951–)       | Partido Progressista Brasileiro (PPB)              | 442   | 2,74 | 1º mandato  |
| 10 | Lauremar Pavão Gomes da Penna (Paraguaçu Paulista, 21.09.1963–)      | Partido Trabalhista Brasileiro (PTB)               | 440   | 2,72 | 1º mandato  |
| 11 | Ercílio da Silva Aguiar                                              | Partido do Movimento Democrático Brasileiro (PMDB) | 437   | 2,71 | 1º mandato  |
| 12 | Leandro Pereira Florêncio (Paraguaçu Paulista, 27.02.1944–)          | Partido da Social Democracia Brasileira (PSDB)     | 408   | 2,53 | 1º mandato  |
| 13 | José de Souza Andrade (Lutécia, 27.08.1946–)                         | Partido Social Liberal (PSL)                       | 403   | 2,50 | 1º mandato  |
| 14 | Agenor de Souza Andrade (Paraguaçu Paulista, 26.05.1947–)            | Partido da Frente Liberal (PFL)                    | 401   | 2,48 | 1º mandato  |
| 15 | José Mansano Rodrigues                                               | Partido Trabalhista Brasileiro (PTB)               | 330   | 2,04 | 1º mandato  |

## Legenda
| cor  | significado          |
| Bege | Presidente da Câmara |
| Azul | Suplente             |